# Anisostena perspicua
Anisostena perspicua är en skalbaggsart som först beskrevs av Horn 1883.  Anisostena perspicua ingår i släktet Anisostena och familjen bladbaggar. Inga underarter finns listade i Catalogue of Life.